# Hong Chau (actrice)
Hong Chau (25 juni 1979) is een Amerikaans actrice van Vietnamese afkomst.

## Biografie
Chau werd geboren uit Vietnamese ouders die in een vluchtelingenkamp in Thailand woonden nadat ze eind jaren 1970 Vietnam waren ontvlucht. Een Vietnamese katholieke kerk in New Orleans, Louisiana sponsorde Chau en haar familie om naar de Verenigde Staten te verhuizen. Ze groeide op in New Orleans en volgde filmstudies aan het Boston University College of Communication voordat ze een acteercarrière nastreefde. 

### Carrière
Chau begon in 2006 met acteren in film en televisie. Begin 2010 had ze gastrollen in de CBS-televisieserie NCIS en How I Met Your Mother. Een van haar eerste grote rollen was in de HBO-serie Treme (2010–2013), die zich afspeelde in New Orleans. Haar eerste speelfilmrol was in de film Inherent Vice uit 2014. In 2015 speelde ze een sleutelrol in het off-Broadway-toneelstuk John. Ze had ook een bijrol in het eerste seizoen van de HBO-serie Big Little Lies in 2017. Ze kreeg bijrollen in de gelimiteerde HBO-serie Watchmen (2019) en de Prime Videoserie Homecoming (2018-2020). Chau brak door met haar bijrol in de speelfilm Downsizing (2017) en speelde daarna hoofdrollen in de films Driveways en American Woman uit 2019, en verdere bijrollen in de film The Menu uit 2022 en de Netflix-serie The Night Agent uit 2023.
Chau bracht het grootste deel van 2020 door in lockdown vanwege de coronapandemie in de Verenigde Staten, en beviel in november van dat jaar van een dochter. Voor haar rol in de film The Whale werd ze in 2022 genomineerd voor de Oscar voor beste vrouwelijke bijrol. In 2024 speelde ze een hoofdrol in de film Kinds of Kindness van Giorgos Lanthimos die in première ging op het Filmfestival van Cannes 2024.

## Filmografie

### Films
- 2014: Inherent Vice
- 2017: Downsizing
- 2019: Driveways
- 2019: American Woman
- 2022: Showing Up
- 2022: The Whale
- 2022: The Menu
- 2023: Asteroid City
- 2024: Kinds of Kindness

### Televisie
- 2006: Finding My America
- 2008: The Sarah Silverman Program
- 2010: How I Met Your Mother
- 2010: Trenches
- 2010: NCIS
- 2010: My Boys
- 2010: Shit! My Dad Says
- 2012: CSI: Crime Scene Investigation
- 2012: Good Luck Charlie
- 2011–2013: Treme
- 2014–2015: A to Z
- 2017: Big Little Lies
- 2018: BoJack Horseman
- 2018: Homecoming
- 2019: Watchmen
- 2023: The Night Agent

## Prijzen en nominaties
De belangrijkste:
| Jaar | Prijs                          | Categorie                  | Film          | Uitslag     |
| ---- | ------------------------------ | -------------------------- | ------------- | ----------- |
| 2024 | Film Independent Spirit Awards | Robert Altman Award        | Showing Up    | Gewonnen    |
| 2023 | Academy Awards (Oscars)        | Beste vrouwelijke bijrol   | The Whale     | Genomineerd |
| 2023 | British Academy Film Awards    | Beste vrouwelijke bijrol   | The Whale     | Genomineerd |
| 2020 | Film Independent Spirit Awards | Beste vrouwelijke hoofdrol | Driveways     | Genomineerd |
| 2018 | Golden Globe Awards            | Beste vrouwelijke bijrol   | Downsizing    | Genomineerd |
| 2018 | Critics' Choice Awards         | Beste vrouwelijke bijrol   | Downsizing    | Genomineerd |
| 2015 | Film Independent Spirit Awards | Robert Altman Award        | Inherent Vice | Gewonnen    |